# Episodi di The Tomorrow People (prima stagione)
La prima stagione di The Tomorrow People è andata in onda nel Regno Unito sul canale ITV dal 30 aprile al 30 luglio 1973.
In Italia la serie è inedita.
| nº | Titolo originale               | Titolo italiano | Prima TV USA   | Prima TV Italia |
| -- | ------------------------------ | --------------- | -------------- | --------------- |
| 1  | The Slaves of Jedikiah: Part 1 |                 | 30 aprile 1973 | Inedito         |
| 2  | The Slaves of Jedikiah: Part 2 |                 | 7 maggio 1973  | Inedito         |
| 3  | The Slaves of Jedikiah: Part 3 |                 | 14 maggio 1973 | Inedito         |
| 4  | The Slaves of Jedikiah: Part 4 |                 | 28 maggio 1973 | Inedito         |
| 5  | The Slaves of Jedikiah: Part 5 |                 | 4 giugno 1973  | Inedito         |
| 6  | The Medusa Strain: Part 1      |                 | 11 giugno 1973 | Inedito         |
| 7  | The Medusa Strain: Part 2      |                 | 18 giugno 1973 | Inedito         |
| 8  | The Medusa Strain: Part 3      |                 | 25 giugno 1973 | Inedito         |
| 9  | The Medusa Strain: Part 4      |                 | 2 luglio 1973  | Inedito         |
| 10 | The Vanishing Earth: Part 1    |                 | 9 luglio 1973  | Inedito         |
| 11 | The Vanishing Earth: Part 2    |                 | 16 luglio 1973 | Inedito         |
| 12 | The Vanishing Earth: Part 3    |                 | 23 luglio 1973 | Inedito         |
| 13 | The Vanishing Earth: Part 4    |                 | 30 luglio 1973 | Inedito         |